# عقد (جنس)
عَقِد أو ياسمين نجمي (الاسم العلمي: Trachelospermum)، جنس جنبات عارشة دائمة الخضرة من فصيلة الدفلية.
تم وصفها لأول مرة على أنها جنس في عام 1851. جميع الأنواع موطنها جنوب آسيا وجنوب شرق آسيا.